# Großwohnsiedlung Waldsassener Straße

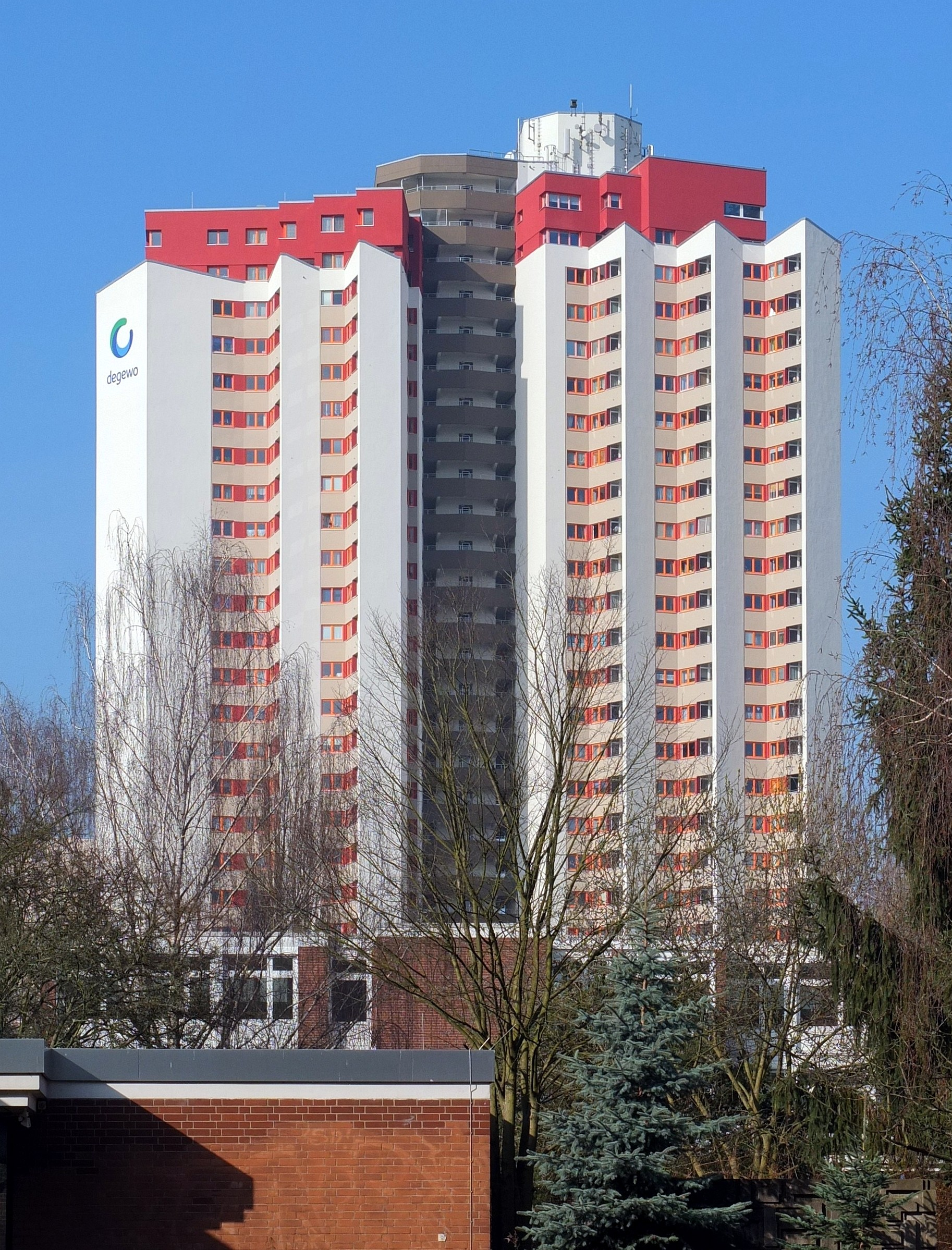
Hochhaus Waldsassener Straße 29, 2014

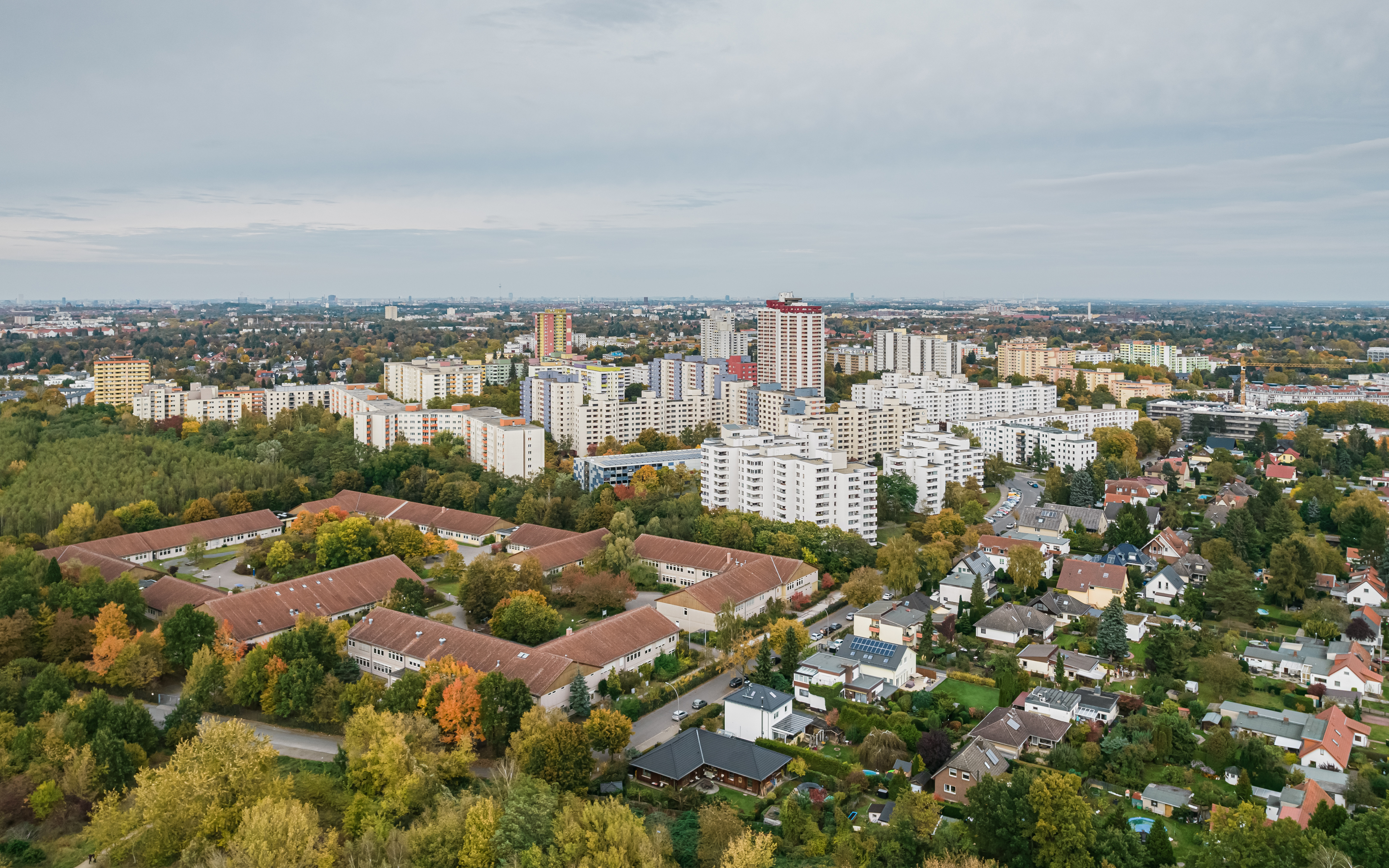
Luftbild der Großwohnsiedlung, im Vordergrund der ehemalige Standort der Gustav-Heinemann-Oberschule, 2021

Die Großwohnsiedlung Waldsassener Straße (auch Trabantenstadt genannt) ist eine Hochhaussiedlung in Berlin-Marienfelde. Maßgeblich erschlossen wird sie durch die Waldsassener Straße und den Tirschenreuther Ring. 
Die Siedlung wurde zwischen 1970 und 1974 errichtet und umfasst 4200 Wohnungen. Das größte Haus hat 27 Stockwerke. Das städtebauliche Konzept stammt von Hans Bandel.
Der Großteil des Bestands ist in den Händen der Degewo AG, die zwischen 2011 und 2016 über 100 Millionen Euro für die Sanierung ausgegeben hat. Der Degewo AG gehören knapp 3000 Wohnungen an der Waldsassener Straße.
Am Tirschenreuther Ring 48 wurde die „2. Oberschule Berlin-Tempelhof“ als zehnzügige integrierte Gesamtschule mit gymnasialer Oberstufe eingerichtet und 1974 in Betrieb genommen. Die Schule erhielt 1977 den Namen Gustav-Heinemann-Oberschule. Nachdem im Gebäude am Tirschenreuther Ring Asbest nachgewiesen wurde, musste der Schulbetrieb ausgelagert werden. 1990 zog die Schule in den Ersatzstandort am Ende der Waldsassener Straße unmittelbar südlich der Großwohnsiedlung um. Inzwischen ist die Schule an ihren alten Standort in ein neues Schulgebäude zurückgekehrt.